# Piotr Hoffman (kardiolog)
Piotr Marian Hoffman – polski kardiolog, profesor nauk medycznych; profesor zwyczajny Instytutu Kardiologii im. Prymasa Tysiąclecia Kardynała Stefana Wyszyńskiego w Warszawie-Aninie. 

## Życiorys
Studia medyczne na Akademii Medycznej w Warszawie ukończył w 1979. W okresie 1979–1984 zatrudniony na Oddziale Kardiologicznym Centralnego Szpitala Kolejowego w Międzylesiu. Od 1984 pracuje w Instytucie Kardiologii w Aninie (najpierw w Zakładzie Diagnostyki Nieinwazyjnej i Klinice Szybkiej Diagnostyki, zaś od 2002 w Klinice Wad Wrodzonych Serca, której jest obecnie kierownikiem). 
W 1989 obronił w anińskim Instytucie Kardiologii pracę doktorską pt. Ultradźwiękowa ocena stosunku przepływu płucnego do systemowego we wrodzonych wadach serca z przeciekiem lewo-prawnym, przygotowaną pod kierunkiem Wandy Rydlewskiej-Sadowskiej. Habilitował się w 1998 na podstawie oceny dorobku naukowego i rozprawy pt. Porównanie wartości diagnostycznej echokardiografii przezprzełykowej i przezklatkowej w wadach wrodzonych serca u dorosłych. Tytuł naukowy profesora nauk medyczny został mu nadany w 2006. Posiada specjalizację z chorób wewnętrznych oraz kardiologii. 
Na dorobek naukowy P. Hoffmana składa się szereg opracowań oryginalnych publikowanych m.in. w czasopismach takich jak „Heart”, „American Journal of Cardiology", „Catheterization and Cardiovascular Interventions”, „Journal of the American College of Cardiology”, „Journal of the American Society of Echocardiography" oraz „Kardiologia Polska”.
Należy do Polskiego Towarzystwa Kardiologicznego, w ramach którego pełnił szereg funkcji: przewodniczącego Sekcji Echokardiografii (1998–2004), przewodniczącego Sekcji Wad Wrodzonych Serca u Młodocianych i Dorosłych (2011–2013), członka Zarządu Głównego (2009–2011, 2011–2013) oraz prezesa PTK (2015–2017). Ponadto jest też członkiem European Society of Echocardiography oraz European Association of Echocardiography.